# QJG02高射机枪
QJG02式14.5单管高射机枪是中國人民解放軍裝備的一種高射机枪，有部分防空能力。该枪采用后坐一次供弹和5发一节可散弹链。枪机框为供弹的主动件，其上曲槽带动曲拐转动，曲拐带动拨弹杠杆摆动，由此带动拨弹滑板左右移动以拨弹，可改变枪身左右兩種供弹方向。
彈藥可以使用解放軍獨特的14.5mm鎢芯APDS，瞄准镜还设置了分划照明系统，供夜间照明镜内分划用，照明系统采用高能锂电池。
據中國官方宣稱，該槍通過寒区、热（海）区和风沙区3个试验驗證，全面达到指标要求。2002年7月9日被国家一级轻定委批准设计定型。